# 투메드부
투메드(몽골어: Түмэд, 중국어: 土默特, 병음: Tǔmòtè 투모터[*])는 몽골의 우현의 부족 중 하나이며, 알탄칸이 그 군주 중 하나였다. 몽골어로 더 많은, 혹은 1만 이라는 뜻이다.
칭기즈 칸의 형제 카치운의 후손들의 영지였으나, 15세기 도골란 혹은 돌란 타이지가 마르코르기스 오헤크트 칸 암살에 가담했다. 이를 계기로 1475년 대칸 만돌 칸은 마르코르기스 칸의 원수를 갚겠다며 출병, 돌란 타이지를 사살하고 투메드부를 점령했다. 투메드부는 후일 다얀 카안이 아들 울루스볼라드를 우익 진왕으로 임명하여 우익 7투멘을 분봉했으나 울루스볼라드가 살해되자, 오르도스 등을 제압하고 아들 바르수볼라드 칸을 우익 진왕에 임명한다. 바르수볼라드 칸의 아들 안다는 명나라, 오이라트 등을 꺾고 대칸에 필적하는 권력을 형성했다. 청나라의 정복 이후 투메드 좌익과 우익으로 나뉘어졌다.
여진족의 예허부는 투메드 몽골에 의해 창건되었다. 14세기 후반, 싱언 다르한을 비롯한 일부 투메드인들은 예허강 유역의 여진족의 나라씨를 정복하고 스스로 나라씨를 자칭한 뒤, 예허부를 건설하였다.

## 같이 보기
- 투모터 좌기
- 투모터 우기
- 알탄 칸